# Kajama
Kajama est une ancienne goélette à trois mâts qui opère actuellement comme navire de croisière sur le Lac Ontario.

## Histoire
Le navire a été construit au chantier naval de Nobiskrug à Rendsburg en Allemagne ; il fait partie d'une série appelée Ich Verdiene dont un autre exemplaire est le Annemarie. Il est lancé le 26 juillet 1930 sous le nom de Wilfried. Le capitaine Wilhelm Wilckens était son propriétaire et opérait depuis le port d'attache de Hambourg de 1930 à 1960.
En 1960 le navire a été acheté par le capitaine Andreas Kohler Asmussen  d'Egersund au Danemark. Il a été rebaptisé Kajama d'après ses deux fils et sa femme Kaywe, Jan et Maria. Le navire a continué à travailler à la voile jusqu'au milieu des années 1970, époque à laquelle il a été converti en un bateau strictement motorisé. Au printemps de 1998, le capitaine Asmussen a subi un arrêt cardiaque mortel alors qu'il était à la barre. Comme il était le seul équipage de quart au moment où le navire s'échoua sur une plage près de Malmö, en Suède.
Au cours des années 1930 à 1998, Kajama a transporté des marchandises générales. Ses voyages l'ont amené aussi loin que Bilbao dans le nord-ouest de l'Espagne, et dans toute l'Europe occidentale et en Scandinavie, et au-dessus du cercle polaire dans le nord de la Norvège.
En janvier 1999, le navire a été acheté par Great Lakes Schooner Company de Toronto, au Canada. Après sa préparation pour la mer, il passe par l'Angleterre , les Açores jusqu'à Toronto. Kajama a subi une révision majeure et restauration à son profil original en un peu plus de dix mois. Il est exploité maintenant le lac Ontario, dans le port de Toronto. Le bateau est utilisé pour les journées d'entraînement publiques, des programmes éducatifs et des événements corporatifs .